# 王占元
王 占元（おう せんげん）は、清末民初の軍人。北京政府、直隷派の有力者で、湖北省を統治した。李純、陳光遠と共に「長江三督」の1人とされる。字は子春。

## 事績

### 清末から辛亥革命まで
淮軍の劉銘伝部隊（銘字軍）の兵士として軍歴を開始する。1886年（光緒12年）、天津武備学堂第1期生として入学し、1890年（光緒16年）に卒業する。宋慶の毅軍に加わり、日清戦争に参戦した。1895年（光緒21年）、天津小站で袁世凱の新建陸軍に加わり、工程営隊官となった。1902年（光緒28年）、北洋常備軍歩兵隊第7営管帯（大隊長）となり、翌年、歩兵隊第1標統帯（連隊長）に昇進した。
1904年（光緒30年）に袁世凱・鉄良が北洋陸軍6個鎮を編制すると、王占元は第2鎮歩兵隊第3協統領（旅団長）に昇進した。その後も順調に昇進し、1911年（宣統3年）4月、陸軍協都統（少将）に任ぜられる。同年10月、武昌起義が勃発すると、王の第3協は第1軍に編入され、馮国璋指揮下で革命軍鎮圧に従事した。11月末には、王の部隊は李純の部隊と協力して漢陽を革命軍から奪回する。この軍功により、王は第2鎮統制（師団長）に昇進し、副都統（中将）に任ぜられた。

### 直隷派の中心人物に
1912年（民国元年）、中華民国が成立すると、鎮は師に改められ、王占元率いる第2師は保定に駐屯した。1913年（民国2年）、二次革命（第二革命）が勃発すると、王は革命派の鎮圧に従事した。この軍功により、陸軍上将銜などを授与されている。1914年（民国3年）3月、豫南剿匪総司令を兼任して、白朗討伐に従事した。4月には湖北軍務幇弁となった。1915年（民国4年）、袁世凱の皇帝即位を支持し、10月、壮威将軍の位を授与された。12月、袁の皇帝即位とともに、王は一等侯に封じられている。同月、護国戦争（第三革命）が勃発すると、王は襄武将軍督理湖北軍務（いわゆる湖北将軍）に任命された。
袁世凱が1916年（民国5年）6月に死去すると、翌7月に王は湖北督軍兼民政長に任命された。府院の争いでは国務総理段祺瑞を支持し、他省の督軍たちと国会の解散を要求するなど、総統黎元洪に圧力をかけた。しかし、馮国璋率いる直隷派と段率いる安徽派の争いでは、王は直隷派の重要人物となる。護法戦争を起こした南方政府への対応をめぐって、「武力統一」を唱える段に対抗し、「和平統一」を唱える馮を補佐した。
段祺瑞が湖南省に南方政府討伐軍を派兵しようとすると、王占元は、江蘇督軍李純、江西督軍陳光遠と共にこれを阻止する姿勢をみせる。結局、段は湖南征伐を断念した。これ以降、李・王・陳の3督軍は、「長江三督」として国政で注目を受けるようになる。1919年（民国8年）12月に馮国璋が病没すると、曹錕が直隷派の指導者となった。王は引き続き、その有力支持者となる。1920年（民国9年）6月、王は両湖巡閲使に任命された。翌月の安直戦争では、安徽派の長江上游総司令呉光新を逮捕して、その軍を没収している。これにより王の勢威は拡大された。

### 湖北統治の失敗、その後

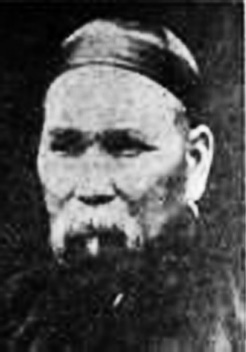
晩年の王占元

しかし、王占元の湖北統治は苛酷で、省内の各階層から不評であった。また、部下の兵士たちも給料遅配等から繰り返し反乱を起こし、湖北社会を混乱に陥れている。その結果、1921年（民国10年）6月、湘軍（湖南軍）の趙恒惕と連合した湖北省有力者の蔣作賓や孔庚、李書城らが、倒王運動を開始した（湘鄂戦争）。8月5日、通城を奪われた王は曹錕と呉佩孚に救援を求めた。しかし、曹らは王を見捨て（援鄂不援王）、河南省駐屯の蕭耀南の第25師および靳雲鶚の第8混成旅を湖北省に介入。抵抗し得なかった王は、翌日下野を表明して天津に逃亡した。
これ以降も、王占元は直隷派の一員として活動を続けた。しかし、湖北統治の失敗により軍事的・政治的力量は大きく損なわれ、国政への影響は限定的なものでしかなかった。1926年（民国15年）9月、五省聯軍司令孫伝芳の檄に応じ、王は訓練総監に任命され、中国国民党の北伐を阻止しようとする。また、1928年（民国17年）4月、王は張作霖から陸軍検閲使に任命された。しかし、それからまもなく、北京政府は北伐軍により倒されてしまった。
国民政府時代になると、王占元は実業界に転進した。王は、それまで貯蓄していた莫大な資産を不動産、各種工場、銀号（銀行）などに投資して、大きな利益を上げている。1934年（民国23年）9月14日、天津にて死去。享年74（満73歳）。

## 注
1. ↑  『民国人物小伝 第5冊』伝記文学出版社は、1930年4月としている。本記事は多数説をとる。
2. 1 2  張（1980）、211頁。
3. 1 2 3 4 5 6 7 8  徐主編（2007）、82頁。
4. ↑  張（1980）、211-212頁。
5. ↑  張（1980）、212-213頁。
6. ↑  張（1980）、213頁。
7. ↑  張（1980）、213-214頁。
8. ↑  田子渝 劉徳軍 (1989). 中国近代軍閥史詞典. 档案出版. p. 545
9. ↑  張（1980）、214-215頁。
10. ↑  張（1980）、215頁。